# Karangjaya (Pasirkuda)
Karangjaya is een bestuurslaag in het regentschap Cianjur van de provincie West-Java, Indonesië. Karangjaya telt 3864 inwoners (volkstelling 2010).